# Dubravko Čikor
Dubravko Čikor (1954. – 2021.) bio je hrvatski automobilist, hrvatski pobjednik i uzastopni trostruki europski pobjednik na brdskim trkama vozeći zajedno s Nikom Pulićem (1999., 2000., 2001.). Bio je član AMK Čikor-Pulić. Rodom je iz Slavonije, a karijeru je napravio u Dubrovniku. Dok se natjecao, bio je poznat kao borben vozač. Natjecao se u automobilu Zastava 750.

## Karijera
Bio je jedan od čelnika hrvatskog automobilizma, a obnašao je drugu po visini dužnost, dužnost dopredsjednika Odbora za auto športove HAKS-a. Bio je član žirija na utrkama.
Bio je predsjednik Auto kluba Dubrovnik Racing. Osim predsjedničke dužnosti, obnašao je i druge dužnosti u klubu: podučavao je mlade vozače, objašnjavao im trkaće putanje. Čikorov sin Hrvoje Čikor također se bavi automobilizmom, vrhunski je u klasi A6 u Hrvatskoj i igri je za naslov prvaka.
S Čikorom kao predsjednikom, AK Dubrovnik Racing bio je 2013. u trci za treći uzastopni naslov najboljeg kluba prvenstva Hrvatske na brdskim stazama, što bi mu donijelo Zlatnu plaketu, najveće priznanje Hrvatskog auto i karting saveza.
Godine 1996. odlikovan je Redom Danice hrvatske s likom Franje Bučara.

## Vanjske poveznice
- Službena stranica slavnog suvozača Nika Pulića  Arhivirana inačica izvorne stranice od 22. lipnja 2015. (Wayback Machine)
- U vitrine AK Dubrovnik Racing pokal prvaka! [neaktivna poveznica], magazin dubrovačkog sporta, 24. listopada 2013.
- Archívy Euromontagna Dubravko Čikor/HR (češki)
- HRT Arhiv: Automobilizam: Košutić ispred Pulića, 25. travnja 1999.  Arhivirana inačica izvorne stranice od 7. ožujka 2016. (Wayback Machine)
- Ivona Butjer: Osnovana udruga branitelja Dubrovnika: Zajedništvo ćemo iskoristiti i po pitanju politike, ako tako odlučimo! (FOTO), Dubrovački dnevnik, 28. veljače 2015.
- D.N.: Marko Mujan izabran za predsjednika Udruge branitelja Dubrovnika 1991 – 1996, Dalmacija News, 28. veljače 2015., pristupljeno 17. rujna 2015.